# Barbara Socha
Barbara Jadwiga Socha z domu Kozłowska (ur. 12 maja 1974 w Katowicach) – polska menedżer i urzędniczka państwowa, w latach 2019–2023 podsekretarz stanu w resortach związanych z rodziną i polityką społeczną. Od 2025 doradca Prezydenta RP.

## Życiorys
Córka Henryka i Anny. Absolwentka studiów z zakresu bankowości i polityki gospodarczej w Szkole Głównej Handlowej (1998). Kształciła się podyplomowo w zakresie dziennikarstwa na Uniwersytecie Warszawskim, podjęła też studia doktoranckie z ekonomii na SGH. Pracowała jako menedżer sprzedaży w sektorze bankowym, a następnie przez prawie 20 lat w koncernie IBM Polska jako dyrektor komunikacji, rzecznik prasowa i dyrektor ds. marketingu przemysłowego na Europę Środkowo-Wschodnią. Od czerwca 2018 działała w Fundacji Mamy i Taty jako koordynator kampanii i projektów. Została także prezesem powiązanego z fundacją Ruchu 4 Marca.
Zaangażowała się w działalność polityczną w ramach Prawa i Sprawiedliwości. 3 grudnia 2019 została powołana na stanowisko podsekretarza stanu w Ministerstwie Rodziny, Pracy i Polityki Społecznej, a także pełnomocnika rządu do spraw polityki demograficznej, odpowiadając m.in. za przygotowanie i wdrażanie projektu Strategii Demograficznej oraz promowanie i upowszechnianie kultury prorodzinnej. W wyborach parlamentarnych w 2023 bez powodzenia kandydowała do Senatu w okręgu pruszkowskim. W grudniu tego samego roku zakończyła pełnienie funkcji rządowych.
W wyborach samorządowych w 2024 została wybrana radną Warszawy. W tym samym roku objęła funkcję prezesa fundacji Instytut Pokolenia. W sierpniu 2025 została doradcą prezydenta RP.

## Odznaczenia
- 24 marca 2024 – Srebrny Krzyż Zasługi za zasługi w pielęgnowaniu pamięci oraz dokumentowaniu prawdy o Polakach ratujących Źydów podczas II wojny światowej, w szczególności o poświęceniu i męczeństwie rodziny Ulmów[10][11]

## Życie prywatne
Zamężna. Jest matką trzech synów i dwóch córek.